# The Humans (film)
The Humans è un film del 2021 scritto e diretto da Stephen Karam, già autore dell'omonima pièce teatrale da cui la pellicola è tratta.

## Trama
La famiglia Blake si riunisce per il ringraziamento nell'appartamento della figlia Brigid a New York, che la giovane condivide con il fidanzato Richard. Mentre vecchie tensioni emergono durante il pasto, alcuni fenomeni paranormali sembrano manifestarsi.

## Produzione

### Sviluppo
Nel marzo del 2019 fu annunciato che A24, IAC, Scott Rudin ed Eli Bush si erano accordati con Stephen Karam per realizzare un adattamento cinematografico del suo dramma The Humans, portato in scena a Broadway nel 2016. Fu inoltre annunciato che del cast originale soltanto Jayne Houdyshell - premiata con il Tony Award alla miglior attrice non protagonista in un'opera teatrale per la sua interpretazione - avrebbe nuovamente interpretato il proprio ruolo nella pellicola, mentre i nuovi membri del cast  annoveravano Beanie Feldstein, Richard Jenkins, Amy Schumer e Steven Yeun.
Nell'aprile del 2021 Scott Rudin fu rimosso come produttore del film in seguito allo scandalo che lo ha portato ad abbandonare la sua attività teatrale e cinematografica.

### Riprese
Le riprese del film si sono svolte a New York tra il settembre e l'ottobre del 2019.

## Promozione
Il primo trailer ufficiale del film è stato distribuito il 17 settembre 2021.

## Distribuzione
Il film ha avuto la sua prima mondiale il 12 settembre del 2021 in occasione del Toronto International Film Festival.

## Accoglienza

### Critica
The Humans è stato accolto positivamente dalla critica. Sull'aggregatore di recensioni Rotten Tomatoes il film ha ottenuto l'85% di recensioni positive, con un punteggio medio di 7,7 su 10 basato su 13 recensioni.